# Max Cottafavi
Massimiliano Cottafavi, detto Max (Reggio Emilia, 16 giugno 1964), è un chitarrista italiano, chitarrista di Luciano Ligabue, fondatore del gruppo Clan Destino e collaboratore di vari musicisti italiani.

## Biografia
Cottafavi studia chitarra classica nel 1978 con il maestro Glauco Baricchi, e chitarra rock nel 1979 con Franco Schiatti. L'anno successivo si esibisce per la prima volta in concerto con i Railroad, inoltre durante un'audizione per un posto da chitarrista conosce il bassista Luciano Ghezzi, con cui condividerà buona parte della sua carriera da musicista. È considerato uno dei migliori chitarristi italiani.

### Gli esordi
Nel corso degli anni ottanta Max Cottafavi suona con vari gruppi, spaziando dal new wave degli Agents (dove si ritrova a suonare insieme a Ghezzi e a Gigi Cavalli Cocchi, anche lui spesso compagno di band di Cottafavi negli anni a venire) al rock dei Pekino Politic, con cui inciderà due album e terrà un concerto anche all'Hammersmith Odeon di Londra. È proprio durante un concerto della band, nel frattempo diventata Pekino, che viene notato da un giovane Luciano Ligabue, che sta cercando dei musicisti per il suo album d'esordio. Ligabue propone una collaborazione all'intera band, ma solo Cottafavi e Cavalli Cocchi accettano la proposta del rocker di Correggio. A loro si aggiunge Luciano Ghezzi al basso.

### La collaborazione con Ligabue
Nel 1989 inizia così la collaborazione con Ligabue, con cui suona nei suoi primi tre album (Ligabue, 1990; Lambrusco coltelli rose & popcorn, 1991; Sopravvissuti e sopravviventi, 1993) e in alcuni brani del quarto (A che ora è la fine del mondo?, 1994). Al suo estro si devono quindi gli assoli e i riff di chitarra di una parte dei brani più celebri della produzione del Liga. Cottafavi partecipa inoltre a tutte le sue tournée del periodo (il Neverending Tour),  aprendo tra l'altro i concerti degli U2 a Torino e Napoli nel 1993.

### Dopo Ligabue
Nel 1994, i Clan Destino (il nome che dal 1991 identifica la band di Ligabue) terminano l'esperienza con Ligabue e intraprendono la carriera solista: con loro Cottafavi pubblica due album, Clan Destino (1994) e Cuore, stomaco e cervello (1995), firmando anche la parte musicale di vari brani.
Sciolti i Clan Destino, suona con diverse realtà musicali italiane, tra cui Franco Battiato. Nel 1996 Max insieme a Lor e Wilco dei Rats, Graziano Romani e Andrea "Brighel" Filipazzi dei Ritmo tribale e, complice un concerto di beneficenza della Dinamo Rock dove tutti militano, nasce l'idea di una band votata al sound anni settanta. Nascono così i Megajam Five che nel 1997 pubblicano l'album omonimo, in cui rendendo omaggio ad alcuni brani ed artisti che hanno fatto la storia del rock come i Led Zeppelin, i Free, i Beatles e Marvin Gaye.
All'interno dell'album trova spazio un brano inedito di Bruce Springsteen dal titolo Loose End, interpretato per l'occasione da Graziano Romani.
Durante il 1998 Max accompagna Graziano Romani in una serie di concerti acustici.
Nel 1999, assieme a Graziano Romani, Elisa Minari e Gigi Cavalli Cocchi forma il gruppo dei Souldrivers, che si esibiscono in una serie di concerti in tutta Italia ed hanno l'opportunità di suonare assieme a Ian Anderson, leader dei Jethro Tull, in occasione di una serata-tributo presso il teatro Magnani di Fidenza.
I Souldrivers hanno altresì registrato un album, tuttora inedito, contenente alcune cover e 4 pezzi scritti da Graziano Romani.
Nel 2000 Max rincontra Francesco Renga, che nel frattempo aveva lascito i Timoria, e insieme lavorano e compongono sei brani che vengono pubblicati nell'album di debutto di Renga, Max, inoltre, suona anche come chitarrista nell'intero cd e di diversi pezzi è anche coautore della musica.
Dal 2001 suona ancora con i Clan Destino, che prendono parte al IX raduno di Ligabue con il nome modificato in Klan De Styno, e inizia a collaborare con La notte delle chitarre assieme ad altri rinomati chitarristi italiani (tra cui Solieri, Portera, Radius, Cesareo e Maramotti)firmando anche il brano L'alchimista. Nel 2003 esce l'album La notte delle chitarre, e due anni dopo scrive per le Custodie Cautelari il brano Tra le rughe, pubblicato nell'album L'incoscienza.
In questi anni, Max suona anche negli Steam House ed è ospite in varie cover band di Ligabue come Radiofreccia di Lamezia Terme, gli Happy hours di Genova, i Champions Liga di Ascoli Piceno, i PrimaClasse di Sant'Angelo Lodigiano, i Libera nos a malo di Martina Franca e la Bandaliga di Piacenza. Inoltre tra il 2004 e il 2005 Cottafavi accompagna Irene Grandi nel tour Indelebile.
Nel 2004 avviene la reunion dei Clan Destino, al Fuori Orario di Taneto di Gattatico, a cui seguono altri concerti della band. È il preludio al ritorno sul palco con Ligabue: il 10 settembre 2005, Cottafavi è sul palco del Campovolo di Reggio Emilia, davanti ad oltre 180.000 persone. A questo concerto segue il tour 2006, in cui Cottafavi e i Clan Destino accompagnano il Liga nei club e negli stadi. Nel 2007 Ligabue affida a Cottafavi e a Mel Previte il ruolo di chitarristi della Banda per il tour di Ellesette, tenutosi tra novembre e dicembre di quell'anno. Dopo la parentesi del raduno dei fans di Ligabue del 2010, nel 2011 Cottafavi e i Clan Destino tornano ad affiancare Ligabue per una parte del concerto di Campovolo 2.0. Nel 2010 suona nel tour estivo di Francesco Baccini, mentre nel 2011 suona nella Freak Antoni Band con la quale pubblica il cd "Dinamismi Plastici", anche in questa occasione partecipa al cd come compositore e chitarrista. Nel 2017 incide la parte delle chitarre nell'album d'Amore d'Autore di Gianni Morandi prodotto da Luciano Luisi. Dal 2010 è direttore artistico e chitarrista dello spettacolo di beneficenza Chitarre sotto l'albero, che si tiene ogni anno il venerdì precedente il natale al circolo Arci Kaleidos a Poviglio (RE), al concerto benefico sono intervenuti numerosi celebri musicisti del panorama italiano.

### Il ritorno con Ligabue
Dopo aver collaborato tra gli altri con Freak Antoni, nel 2015 Cottafavi torna ad affiancare Ligabue nel tour "Giro del mondo", in alcune metropoli mondiali tra cui San Paolo, Buenos Aires, Sydney, Melbourne, Tokyo e Shangai, per poi proseguire nei Palazzetti delle principali città italiane.
Alcuni brani registrati nelle tappe extraeuropee del tour con Cottafavi alla chitarra entrano successivamente a far parte dell'album live Giro del mondo. Il 19 settembre 2015 Cottafavi è tornato a Campovolo con i Clan Destino e Ligabue per affiancare il rocker di Correggio nell'esecuzione integrale del suo primo album, Ligabue, durante "Campovolo la festa". Da lì in poi Cottafavi torna a far parte stabilmente della band che accompagna Ligabue, partecipando all'incisione del concept album Made in Italy e suonando nei due concerti del Liga Rock Park del 24 e 25 settembre 2016 al Parco di Monza. Nel 2017 ha partecipato con Ligabue al Made in Italy tour svoltosi a febbraio e marzo e poi proseguito tra settembre e novembre (il tour era stato interrotto dopo 17 date a seguito di un problema alle corde vocali dello stesso Ligabue). Nel giugno - luglio 2019 Cottafavi è di nuovo a fianco di Luciano Ligabue nello Start tour negli stadi italiani.

## Chitarre e strumentazione
Max Cottafavi ha a lungo usato principalmente chitarre Fender Stratocaster, nella maggior parte dei casi il modello Standard equipaggiato con Duncan J. Beck al ponte shift 2001 e due Texas Special.
Dagli ultimi mesi del 2009 Max Cottafavi ha iniziato una collaborazione con la Agostin Custom Guitars. Agostin ha realizzato una chitarra di liuteria su specifiche di Cottafavi molto simile alla sua Fender Stratocaster.
Gli amplificatori che Max solitamente usa sono Egnater, Marshall, Mesa e Reves.
Cottafavi utilizza spesso nei live la tecnica del bottle neck

## Musicisti Max Cottafavi Band
- Max Cottafavi - chitarra
- Cristian Cecchi - Voce
- Elisa Minari - basso
- Alberto Pavesi - batteria
- Pier Mazzini - Tastiere